# Barrage Lower Granite
Le barrage Lower Granite est un barrage dans l'État de Washington aux États-Unis. Il est associé à une centrale hydroélectrique de 810 MW. Sa construction s'est terminée en 1975.